# Julia Crouch

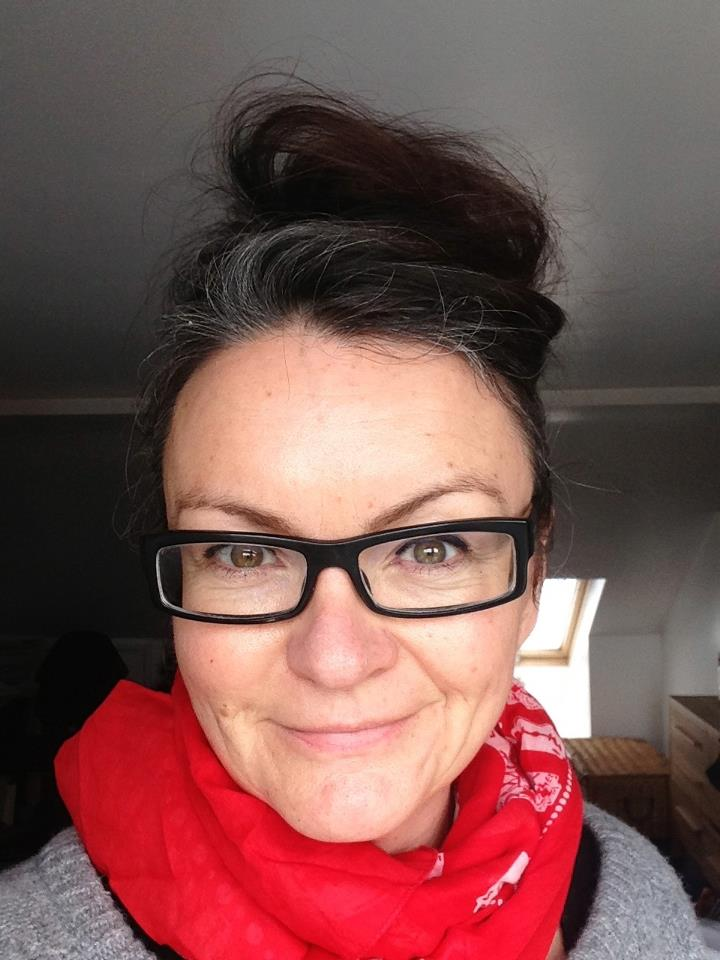
Julia Crouch

Julia Crouch (geboren 30. April 1962) ist eine britische Schriftstellerin.

## Leben
Julia Crouch studierte Theaterwissenschaften. Sie gründete in Bristol mit ihrem Mann Tim Crouch  die Theatergruppe Public Parts, ihre Produktionen kamen in unterschiedlichen Räumen zur Aufführung. Public Parts adaptierte The Good Soldier von Ford Madox Ford für die Bühne und produzierte ein Stück über Thomas Chatterton. 1994 schrieb sie unter dem Pseudonym Julia Limer eine Adaption von Virginia Woolfs To the Lighthouse für die Empty Space Theatre Company in Cambridge.
Bei der Schwangerschaft mit dem zweiten ihrer drei Kinder gab sie die Bühnenarbeit auf und arbeitete nebenher nur noch als Websitedesignerin. Sie studierte „Sequential Illustration“ an der Universität Brighton (M.A.) und illustrierte Kinderbücher. Seit 2009 arbeitet sie in Vollzeit als Schriftstellerin und veröffentlichte mehrere Romane. Crouch schuf für ihre Kriminalromane den Begriff domestic noir.
Sie lebt in Brighton.

## Werke
- Cuckoo. Thriller. London : Headline, 2011
  - Angsthauch. Übersetzung Sybille Uplegger. Berlin : Ullstein, 2012
- Every vow you break. Thriller. London : Headline, 2012
  - Hautnah. Übersetzung Sybille Uplegger. Berlin : Ullstein, 2012
- Tarnished. London : Headline, 2013
- The Long Fall. London : Headline, 2014
- Her Husband's Lover. London : Headline, 2017